# 入内雀
入内雀（にゅうないすずめ）または実方雀（さねかたすずめ）とは、平安時代の歌人である藤原実方の伝承にある怪鳥。

## 概要
藤原実方は一条天皇の侍臣でもある名高い歌人だったが、藤原行成に陰口を叩かれたために殿上で行成と口論になり、行成の冠を奪って投げ捨てるという失態を演じたため、京都から陸奥国（東北地方）へ左遷させられた。当時の陸奥は陸の孤島ともいうべき土地で、実方はこの仕打ちへの怨みと京都への想いを募らせつつ、失意の内に陸奥で没した。
京都には実方の訃報が届くと同時に、奇妙な噂が流れ始めた。毎朝、京都の内裏の清涼殿へ1羽の雀が入り込み、台盤（食事を盛る台）の飯をついばんであっという間に平らげてしまうというのである。人々はこれを、京に帰りたい一心の実方の怨念が雀と化した、もしくは実方の霊が雀に憑いたといって、内裏に侵入する雀であることから「入内雀」、または「実方雀」と呼んだ。またこの雀は農作物を食い荒らしたともいい、人々はこれを実方の怨霊の仕業といって大いに恐れたという。
同じ頃に、藤原家の大学別曹である勧学院でも異変があった。勧学院の住職・観智上人の夢の中に雀が現れ、自らを京恋しさに雀と化してやって来た実方だと名乗り、自分のために誦経するようにと告げたのである。翌朝に境内の林で1羽の雀の死骸を見つけた上人は、実方の変わり果てた姿に違いないと考え、霊を弔うために塚を築いた。
後に勧学院は森豊山更雀寺（俗称・雀寺）と改名し、現在では京都の左京区に場所を移している。火災が続いたこともあって規模は次第に縮小化され、もとの勧学院の面影は薄れつつあるが、前述の塚は雀塚と呼ばれて現存しており、現在でもなお実方のための供養が続けられている。
一定の時期に来訪する鳥や昆虫は人間の霊魂と同一視されることが多く、実在するニュウナイスズメは夏季に東北地方で繁殖し、秋季に全国に渡来して農作物に被害をもたらすことから、これが東北に左遷された実方の化身だと想像されたとの説もある。